# 北悉尼奧林匹克游泳池

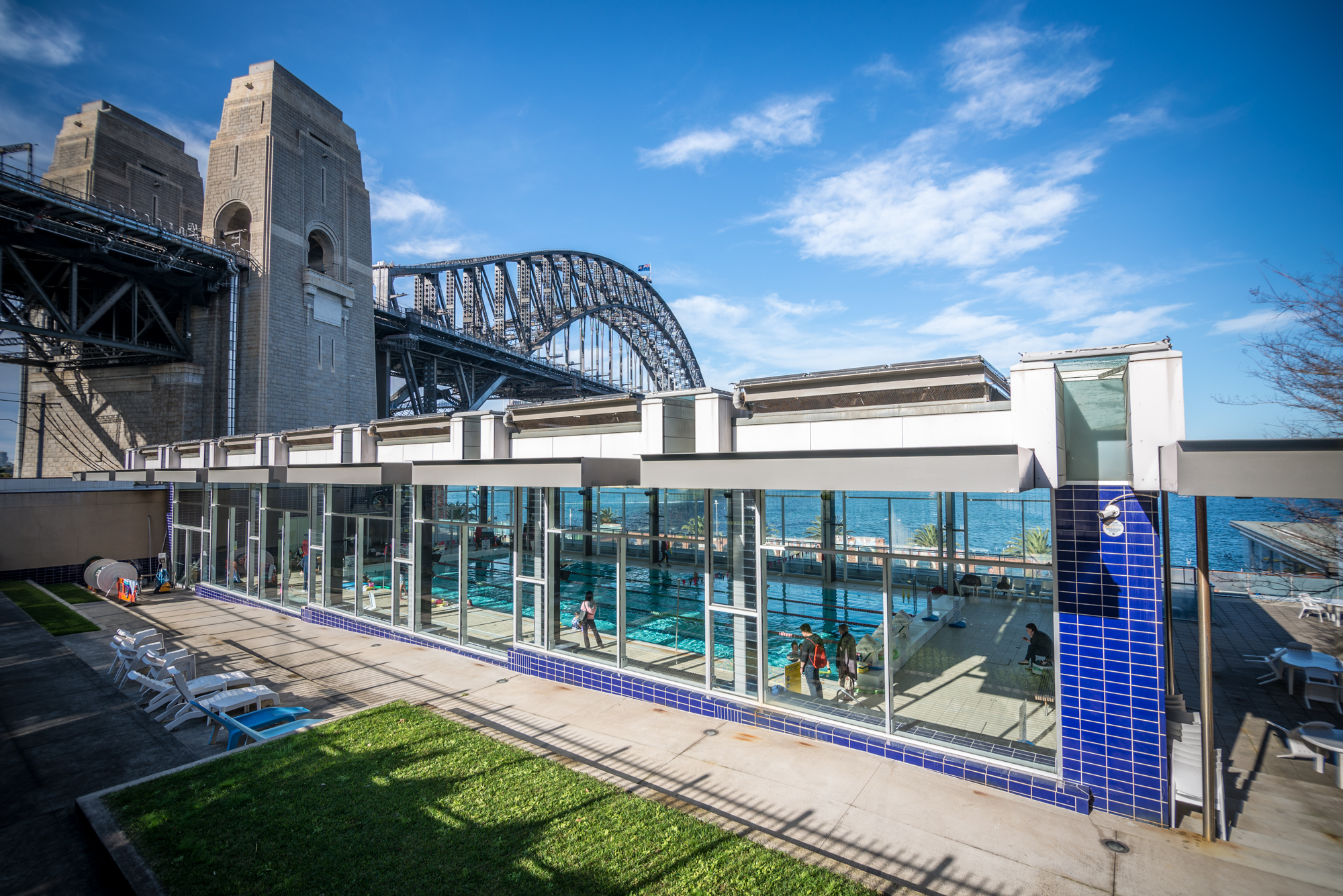

北悉尼奥林匹克游泳池是一个游泳和运动综合设施，位于悉尼海港大桥和月亮公园之间的北悉尼米尔森点，毗邻悉尼港。场地由建筑师Rudder&Grout设计，战间期的古典风格和装饰艺术风格为主，在海港大桥完工后，奥林匹克大小的室外游泳池建在休眠的长作坊场地的一部分。游泳池于1936年4月4日开放，举办了1938年帝国运动会的游泳和跳水比赛。2000年增加了暖气，2001年增加了25米（82英尺）的室内游泳池。乔恩·康拉德和伊尔莎·康拉德、洛林·克拉普、弗兰克·奥尼尔、朱迪·乔伊·戴维斯、约翰·德维特、谢恩·古尔德和米歇尔·福特等在此创造了86项世界纪录。